# Kukak Bay Cannery
 (mai 2020).
La Kukak Bay Cannery est une ancienne conserverie américaine située dans le borough de l'île Kodiak, en Alaska. Construite à compter de 1922 par l'Hemrich Packing Company, une entreprise d'Aberdeen, dans l'État de Washington, cette usine de mise en conserve de fruits de mer est active de 1923 à 1949. Aujourd'hui protégée au sein des parc national et réserve de Katmai, elle est inscrite au Registre national des lieux historiques depuis le 7 avril 2003.